# Dolmen de la Rouvière (Pelouse)
Pour les articles homonymes, voir Rouvière.
Le dolmen de la Rouvière est un dolmen situé à Pelouse,  dans le département de la Lozère en France.

## Historique
En 1839, la table de couverture était déjà brisée en trois morceaux et la dalle de chevet était affaissée
L'édifice est classé au titre des monuments historiques en 1889.

## Description
Le dolmen est ruiné. Il n'en demeure que la dalle de chevet au sommet arrondi et un grand orthostate